# Marijaš (igra)
Marijaš je francusko-njemačka kartaška igra nastala u 16. stoljeću, a u Hrvatsku je došla preko Mađarske. U pravilu se igra sa špilom „mađarskih karata“ (karte za šnaps, belu, preferans...; u špilu su 32 karte u bojama Herc, Žir, Bundeva i Zelena), ali se može igrati i s običnim kartama (tada je bitno izdvojiti sljedeće karte: VII, VIII, IX, X, J, Q, K, A; (naravno, u sve 4 boje). Zamišljen je da se igra u troje ili četvero, ali može se igrati i u dvoje ili čak osmero.

## Zajednička pravila za igru u dvoje, troje i četvero

### Hijerarhija karata
- U Marijašu karte po jačini idu kako slijedi (od najjače prema najslabijoj): A, 10, K, Q, J, 9, 8, 7.
- Kod zvanja (koja će biti objašnjena kasnije), bez obzira na to što dama ostaje „sa strane“, računa se kao da je bačena na stol i po hijerarhiji odnosi sve slabije karte (dakle, ako su na stolu npr. dečko i devetka, i igrač zove cvancik, on stavlja damu sa strane i nosi preostale dvije karte).

### Početak igre i bodovanje
- Na početku igre svi igrači su na nuli i igra se do 12.
- Igrač koji prvi dođe do 12 je pobjednik, a gubitnik dobiva takozvanu ČVRGU. Ako je poraženi ostao na nuli, pišu mu se ŠKARE.
- Bodove nose samo As i Desetka (svaki od njih vrijedi 10 bodova), i zadnji štih (igrač koji odnese zadnji krug karata dobiva dodatnih 10 bodova), tako da u igri ima ukupno 90 bodova (4 asa + 4 desetke + zadnji štih).

### Tijek igre
- Tijekom igre, igrači uvijek moraju „odgovarati“ na boju. Dakle, ako prvi igrač baci herc (pod uvjetom da je adut neka druga boja), svi igrači moraju baciti herc. Štih odnosi igrač koji je bacio najjaču kartu.
- Ako neki igrač nema boju koja je na stolu, mora baciti aduta (u tom slučaju on nosi sve, jer je bilo koja karta u adutu jača od svih drugih boja).
- Ako je više igrača moralo baciti aduta, igrač koji je odigrao najjačeg aduta odnosi štih.
- Ako igrač nema ni boju na stolu, ni aduta, onda može baciti kartu po vlastitoj želji od preostalih karata koje ima u ruci.

### Zvanja
Zvanja služe kako bi se sakupilo što više poena u jednom miješanju, te se time povećala mogućnost pobjede. Također se koriste za neke izvanredne igre (o kojima će biti riječi kasnije).
- Ako igrač ima damu i kralja u istoj boji, onda može zvati CVANCIK. To napravi tako da sa strane izloži damu od navedenog para i ta dama stoji sa strane do kraja partije. Cvancik nosi dodatnih 20 bodova, uz mogućih 90 regularnih.
- U partiji je moguće imati najviše 3 cvancika (u 3 različite boje), i tada svaki od njih nosi po 20 bodova.
- Ako igrač ima damu i kralja u adutu, onda zove FIRCIK. Fircik se zove na isti način kao i cvancik, ali nosi dodatnih 40 bodova.

### Napomene
- Ako je prvi igrač odigrao herc, a drugi igrač je to presjekao s adutom jer nije imao herca, treći igrač svejedno mora baciti ili herca ili ako nema herca, aduta. Tek ako nema nijedno, može baciti kartu po želji.

- Ako je prva karta na stolu adut, a drugi igrač nema aduta, baca kartu po želji.

- Pravilo o odgovaranju na boju ne vrijedi u igri u dvoje dok još ima talona (dok se ne potroši špil karata iz kojega se vuku karte). Kada više nema talona, vrijedi pravilo za odgovaranje na boju.

## Igra u dvoje

### Početak
- Kod igre u dvoje, djelitelj prvo dijeli 4 karte suigraču i 4 karte sebi.
- S prve 4 karte suigrač zove ADUTA (to je boja koja će biti najjača), ili se može predati (o tome ćemo kasnije).
- Nakon što je suigrač zvao aduta, djelitelj podijeli još 4 karte suigraču pa sebi.

### Tijek Igre
- Igra se odvija na način da prvo bacanje djelitelj igra drugi, a suigrač prvi.
- Nakon toga se izmjenjuju na način da igrač koji je odnesao štih sljedeću ruku igra prvi.
- Dok ima talona ne mora se odgovarati na boju, i ne vrijede aduti (dakle ako se baci adut na neku drugu boju, adut ne nosi štih).
- Fircik se može zvati i prije nego nestane talona, ali onda nema snagu aduta nego se tretira kao obična karta (ali svejedno nosi dodatnih 40 bodova).

### Bodovanje
- Nakon što završi miješanje, izbroje se bodovi (asevi i desetke) te si pobjednik piše 2 boda (igra se do 12).
- Ako je pobjednik imao više od 100 bodova (moguće jedino uz zvanje jednog ili više cvancika, ili fircik), piše si 4 boda.

## Igra u troje
Kod igre u troje, igrač koji „zove aduta“ igra sam protiv preostala 2 igrača.

### Početak igre
- Djelitelj dijeli po pet karata svakom igraču, uključujući (u smjeru kazaljke na satu), pa onda 2 karte izdvaja u talon i onda dijeli još po pet karata svakom igraču.
- Kada svaki igrač dobije 10 karata, igrač koji je lijevo od djelitelja govori DALJE (osim ako ne želi igrati neku izvanrednu igru; o tome ćemo kasnije), pa sljedeći isto govori dalje...
- Kada (tj. ako) su svi igrači rekli dalje, igrač koji sjedi lijevo od djelitelja zove aduta (samo boju – Dakle, npr. adut je herc), ili se može predati.

### Tijek igre
- Nakon što je zvao aduta, igrač uzima dvije karte iz talona (samo on ih smije vidjeti), i nakon što je posložio karte, dvije karte po svom izboru (od trenutnih 12 u ruci) vraća natrag u talon (s tim da karte koje se vraćaju u talon ne smiju biti As ili Desetka!!!)
- To miješanje igra on sam protiv preostala 2 igrača. Sljedeće miješanje miješa igrač koji je zvao, pa onda igrač lijevo od njega zove i igra sam itd.
- Kada miješanje završi, igrač koji je zvao broji svoje bodove dok preostala dva igrača svoje bodove zbrajaju zajedno.

### Bodovanje
- Ako igrač koji je zvao ima ukupan zbroj poena veći nego protivnici skupa, on si piše 1 bod.
- Ako su protivnici skupa imali više poena, oni si pišu jedan bod svaki.
- Ako je ukupan zbroj bio preko 100 (neovisno o tome je li pobijedio igrač koji je zvao aduta ili protivnički par), pišu se 2 boda (ili igraču koji je zvao, ili preostaloj dvojci – svaki si piše 2 boda).
- Pobjednik je igrač koji prvi dođe do 12. Igrač s najmanje bodova dobiva čvrgu (ili ako je imao nula bodova, škare).

## Igra u četvero
Igra u četvero je igra u parove (iako ne klasična – parovi se mijenjaju svako miješanje).

### Početak igre
- Djelitelj dijeli u smjeru kazaljke na satu 4 karte svakom igraču.
- Kada su svi dobili po četiri karte, igrač lijevo od djelitelja zove kartu koja će biti njegov partner to miješanje, a ujedno označava i aduta za to miješanje. Dakle, ako igrač zove npr. As Herc, adut za to miješanje će biti Herc, a igrač koji bude imao Asa Herc će biti partner igraču koji zove.
- Nakon što je prvi igrač na lijevo od djelitelja zvao kartu koja će mu biti suigrač, djelitelj podijeli još po 4 karte svakome.

### Važno
- Igrač koji ima kartu koju je zvao prvi igrač, ne smije to dati do znanja ni njemu ni ostalim igračima.

### Tijek igre
- Kada su sve karte podijeljene, igrač koji je zvao aduta kaže dalje (osim ako ne želi igrati neku izvanrednu igru; o tome ćemo kasnije) i svi ostali igrači za njim kažu dalje (opet, osim ako ne žele igrati neku izvanrednu igru).
- Tada kreće igra, i igra se 2 na 2, s tim da samo igrač koji ima kartu koju je prvi igrač zvao zna koji su parovi (i ne smije to otkriti dok se ne ustanovi kroz igru, ali može iskoristiti tu stratešku prednost da pomogne suigraču).

Napomena: Moguće je da se dogodi da igraču koji je zvao u druge četiri karte dođe karta koju je zvao. U tom slučaju on može igrati sam protiv trojice (ali naravno ne smije im reći da igra sam dok se to kroz igru ne ustanovi), ili se može predati (predati se može isključivo ako igra sam tj. ako je on dobio kartu koju je zvao). Ako nije dobio tu kartu, mora igrati koliko god loše karte imao.

### Bodovanje
- Kada miješanje završi parovi prebrojavaju punte zajedno (može se dogoditi da se tek sa zadnjom bačenom kartom sazna tko je s kim u paru) i par koji ima više punata piše sebi bodove.

- Bodovi se pišu jednako kao i u igri s tri igrača.

- U slučaju da je igrač bio sam protiv trojice (dobio je kartu koju je zvao), on sam broji svoje bodove, a preostala trojica svoje bodove zbrajaju.
- Ako igrač koji je igrao sam ima više bodova nego preostala 3 igrača zajedno, samo on si piše bodove (jednako kao i u igri s tri igrača).
- Ako preostala 3 igrača zajedno imaju više bodova, oni si svi troje pišu bodove (jednako kao i u igri s tri igrača).
- Pobjednik je igrač koji prvi dođe do 12. Igrač s najmanje bodova dobiva čvrgu (ili ako je imao nula bodova, škare).

## Predaja
Ako igrač koji mora zvati aduta zaključi da ima loše karte, i da bi protivnici mogli uzeti više od 100 bodova te se pisati duplo, on se može predati.
- U tom slučaju, u igri u dvoje protivnik si piše 2 boda.
- U igri u troje ili četvero svi protivnici si pišu po 1 bod.

### Napomene
- Prije predaje, igrač obavezno mora reći dalje kako bi svi suigrači dobili priliku odigrati izvanrednu igru (ako to žele). Nakon što su svi rekli dalje, igrač se može predati ako za to ispunjava uvjete.
- Igrač mora reći predajem se prije nego zove aduta. Ako je zvao aduta, nema više predaje nego mora igrati! (Ovo vrijedi za igru u dvoje ili troje; igra u četvero je već razjašnjena).

## Vanredne igre (s pripadajućim bodovima)
- Vanredna igra se najavljuje kada bi igrač trebao reći dalje.
- Ako igrač zaključi da ima dobre karte za neku izvanrednu igru, kada na njega dođe red da kaže dalje, on ne govori dalje nego kaže koju izvanrednu igru će igrati.
- Ako igrač koji igra poslije njega želi igrati izvanrednu igru koja nosi više bodova, može (znači ako jedan igrač igra npr. Betl, neki od igrača poslije njega u nizu može igrati Durmaš).

### Napomene
- Bodovi u zagradama se odnose na bodovanje u igrama u troje i četvero. Za igru u dvoje, izvanredne igre nisu uobičajene, ali ako se igra, bodovi u zagradama se množe s 2 (dakle npr. u dvoje „Betl dalje“ iznosi 6 bodova, a ne 3).
- Kod igre u troje, ako igrač odluči igrati izvanrednu igru, on samo umjesto dalje kaže da igra izvanrednu igru i uzme 2 karte iz talona. Nakon što odbaci 2 karte po vlastitom izboru objavljuje ostalim igračima koju izvanrednu igru će igrati. Ako netko nakon njega želi odigrati „jaču“ igru, najavljuje to i uzima karte iz talona te nakon zamjene vraća dvije karte u talon.
- Kod igre u troje, nakon što prođe cijeli krug igrača i svi se izjasne koju izvanrednu igru žele igrati, igrač koji je trebao zvati aduta ima pravo odigrati još jaču izvanrednu igru od trenutno najavljene (bez obzira na to što je već rekao Dalje).
- Kod igre u troje, u svim izvanrednim igrama (osim "Fircik i sto" i "Cvancik i sto"), dozvoljeno je u talon "odbaciti" Asa ili Desetku.

### Betl dalje (3 boda)
Ovo je igra u kojoj igrač ne smije odnijeti niti jedan štih. U ovoj igri nema ni zvanja ni aduta.

#### Početak igre
- Kada igrač dođe na red da kaže dalje, on umjesto toga zove „Betl dalje“.
- Ako se ostali igrači slažu s tim (ako nitko poslije njega ne želi odigrati izvanrednu igru s većim brojem punata), i nakon što se odradi kontriranje (ako ga uopće bude), igrač stavlja prvu kartu na stol.

#### Tijek igre
- U ovoj igri se mora odgovarati na boju, i uvijek se mora baciti jača karta (ako ju igrač ima) od one koja je trenutno najjača na stolu (u tom krugu). Ako igrač nema jaču kartu, baca slabiju kartu koju ima od te boje.
- Ako igrač nema boju koja je na stolu, može se „riješiti“ bilo koje karte.
- U Betlu se karte ne „nose“ nego sve ostaju otvorene na stolu redom kako se otvaraju. Svaki igrač slaže svoje karte u stupac ispred sebe.
- Nakon što protivnički igrači „preuzmu“ prvi štih od igrača koji igra Betl, on više ne smije ništa pokupiti, a ostali ga moraju pokušati srušiti.
- Cilj ostalih igrača je da odigraju što slabiju kartu jer time povećavaju šansu da igrač koji igra Betl uzme taj štih i samim tim automatski izgubi ili „padne“.

#### Bodovanje
- Nakon što partija završi, ako je igrač uspješno odigrao Betl, upisuje si 3 boda.
- Ako su ostali uspjeli „srušiti“ igrača (nije uspio odigrati Betl), svi si upisuju po 3 boda (osim igrača koji je „pao“).

### Fircik i sto (4 boda)
U ovoj igri, igrač koji igra Fircik i sto mora zvati fircik i napraviti rezultat od 100 ili više.

#### Tijek igre i bodovanje
- Ako se igra u troje, igrač koji igra Fircik i 100 sam zove aduta u kojem će igrati igru.
- Kod igre u četvero, Fircik i sto se mora igrati u boji koju je zvao igrač koji zove aduta (najčešće taj igrač i igra Fircik i sto...).

#### Napomene
- U ovoj igri od zvanja postoji samo fircik. Ako netko ima cvancik, ne može ga zvati, nego normalno baca karte.
- Kod igre u četvero postoje i dvije iznimke od osnovnog pravila:

1. Igrač koji je zvao aduta (npr. Herc asa), kad govori dalje može reći „herc as ima fircik, dalje“ (ako u ruci stvarno drži fircik). Tada njegov suigrač koji ima herc asa, ako zaključi da ima dovoljno jake karte može objaviti da je on taj, i da igraju Fircik i sto. U slučaju da uspiju odigrati, obojica si pišu 4 boda, a ako ne uspiju, protivnici si pišu po 4 boda.
2. Ako je igrač koji zove aduta zvao damu ili kralja (npr. Herc kralja), kada igrač koji ima u ruci tog herc kralja (ili damu) dođe na red da kaže dalje, i ako on u ruci ima fircik, može reći „herc kralj ima fircik“ (ali ne smije reći dalje). Tada igrač koji je zvao aduta ako želi može najaviti igru Fircik i sto. Ako smatra da nema karte za Fircik i sto, samo kaže „trebat će mu“ i igra ide dalje.

### Ver Betl dalje (6 bodova)
Ova je igra identična igri Betl, samo što se igra s otvorenim kartama. U ovoj igri nema zvanja ni aduta.

#### Tijek igre
- Ako igrač misli da ima toliko slabe karte da nikako neće ništa uzeti igra Ver Betl.
- Igra se tako da svi igrači sve karte otvore na stol. Igrač koji igra Ver Betl stavlja prvu kartu na stol i netko od protivnika preuzima štih.
- Protivnici se u ovoj igri mogu dogovarati oko strategije (pošto vide jedni drugima karte) i oko toga što će tko baciti, pa da se „sruši" igrača koji igra Ver Betl.

#### Bodovanje
- Ako igrač u bilo kojem krugu preuzme štih, „pada" i svi protivnici si pišu po 6 bodova.
- Ako uspješno odigra Ver Betl (ne preuzme niti jedan štih), on si piše 6 bodova.

### Durmaš (6 bodova)
Cilj ove igre je pokupiti sve štihove u igri. U ovoj igri nema zvanja ni aduta.

#### Tijek igre i bodovanje
- Igrač koji je najavio igru Durmaš igra prvi, i mora uzeti sve od prvog do zadnjeg štiha.
- Ako bilo tko od protivnika uzme jedan štih, on „pada“ i svi protivnici si pišu po 6 bodova.
- Ako igrač uspije uzeti sve štihove, on sebi piše 6 bodova.

### Durmaš ko jami (6 bodova) – Može se igrati samo u četvero
Cilj ove igre je pokupiti sve štihove osim eventualno zadnjeg. U ovoj igri nema aduta ni zvanja.

#### Tijek igre
- Ako igrač procijeni da može uzeti sve štihove osim jednog, igra Durmaš ko jami.
- Igra se tako da igrač koji igra Durmaš igra prvi. On mora pokupiti sve štihove do zadnjega.
- Zadnji štih može pokupiti bilo tko od protivnika.

#### Bodovanje
- Ako bilo koji protivnik uzme neki štih prije zadnjega, igrač „pada“ i svi protivnici si pišu po 6 bodova.
- Ako netko od protivnika pokupi zadnji štih, taj protivnik i igrač koji je igrao Durmaš si pišu svaki po 6 bodova.
- Ako nitko ne uspije uzeti zadnji štih, samo igrač koji je igrao Durmaš si piše 6 bodova.

### Durmaš Metljester (6 bodova) – Može se igrati samo u četvero
Cilj ove igre je pokupiti sve štihove osim predzadnjeg (i eventualno zadnjeg). U ovoj igri nema zvanja ni aduta.

#### Tijek igre
- Ako igrač procijeni da može uzeti sve štihove osim zadnja 2 (a da bi uzeo jedan od zadnja 2 treba mu pomoć suigrača), onda igra Durmaš Metljester.
- Ovaj Durmaš se najavljuje npr. „Durmaš Metljester s Asom Herc nazad“. To znači da će igrač koji igra Metljester uzeti sve štihove do predzadnjeg, na predzadnjem štihu će baciti maloga herca da njegov suigrač to pokupi s Asom herc, i onda mu za zadnju kartu mora vratiti maloga herca (taj štih mora opet pokupiti igrač koji igra Metljester).

#### Bodovanje
- Ako uspiju, njih dvojca si pišu po 6 bodova.
- Ako bilo koji protivnik uzme štih prije predzadnjeg, igrač „pada“ i svi ostali protivnici si pišu po 6 bodova.
- Ako suigrač ne uspije pokupiti (iz bilo kojeg razloga) predzadnji štih, nego ga pokupi igrač, a zadnji štih uzme bilo tko od protivnika (uključujući suigrača), igrač pada i svi ostali protivnici (uključujući suigrača) si pišu po 6 bodova.
- Ako suigrač pokupi predzadnji štih, a zadnji štih pokupe protivnici, obojica „padaju“ i protivnici si pišu svaki po 6 bodova.
- Ako suigrač pokupi predzadnji i zadnji štih, igrač i suigrač si pišu po 6 bodova.
- Ako igrač ipak uspije pokupiti sve štihove (kao kod običnog Durmaša), onda si samo on piše 6 bodova.

### Cvancik i sto (8 bodova)
Ova igra je vrlo slična igri fircik i 100, samo što se umjesto fircika zove cvancik. Cilj igre je uz cvancik skupiti preko 100 punata. U ovoj igri nema zvanja (osim navedenog cvancika) ni aduta.

#### Tijek igre i bodovanje
- Igrač koji najavi igru Cvancik i sto igra prvi. Mora imati zvanje cvancik (nije bitno u kojoj boji), i sakupiti barem 100 bodova.
- Osim njegovog jednog cvancika, drugi igrači (a ni on sam) ne mogu zvati više ni cvancik ni fircik.
- Ako igrač odigra uspješno, piše sebi 8 bodova.
- Ako ne uspije sakupiti 100 bodova, svi ostali igrači pišu si po 8 bodova.

### Durmaš cvancik i sto (10 bodova)
Ovo je najjača igra. Cilj igre je zvati cvancik i uzeti sve štihove. U ovoj igri nema zvanja (osim navedenog cvancika) ni aduta.

#### Tijek igre i bodovanje
- U ovoj igri igrač koji je najavio Durmaš cvancik i sto igra prvi.
- Mora imati zvanje cvancik (u bilo kojoj boji), i uzeti sve štihove.
- Ako bilo koji protivnički igrač uzme barem jedan štih, igrač „pada“ i svi ostali igrači si pišu po 10 bodova.
- Ako igrač zove cvancik i uspije uzeti sve štihove, on sebi piše 10 bodova.

## Kontriranje
- Nakon što igrač zove aduta (ili bilo koju izvanrednu igru), obavezno mora pitati može li se igrati ta igra.
- Protivnici imaju pravo kontrirati, ako smatraju da imaju dovoljno jake karte (ili ovisno o izvanrednoj igri, bolje karte), i smatraju da će uspjeti sakupiti više bodova (ili u izvanrednim igrama ako smatraju da će uspjeti „srušiti“ igrača koji igra izvanrednu igru).
- Kod igara u troje i četvero, ako samo jedan igrač kontrira, a drugi se s tim ne slaže, kontra je važeća. Ali onda bi taj igrač trebao biti siguran da će samo sa svojim kartama uspjeti pobijediti... (isto vrijedi i za RE, SUP i MORT)
- Postoje 4 stupnja kontriranja

### Kontra
- Kontru zovu protivnici igrača koji zove aduta ili koji igra izvanrednu igru.
- Ako je u igri bila data kontra, pobjednik (neovisno da li je to igrač koji je zvao ili igrači koji su kontrirali), pišu dvostruke bodove. Dakle, za rezultat do 100 piše se 2 boda, za rezultat preko 100 pišu se 4 boda.
- Ako je kontra data na izvanrednu igru, vrijednost izvanredne igre se množi s 2 (dakle npr. Betl umjesto 3 boda nosi 6 bodova).

### Rekontra
- Ili skraćeno RE. RE se daje nakon što je netko dao Kontru na zvanje (ili izvanrednu igru).
- Ovu vrstu kontriranja daje igrač koji je zvao aduta (ili igra izvanrednu igru), i smatra da ima dovoljno jake karte i da će uspjeti pobijediti usprkos Kontri protivnika.
- Ako je u igri došlo do Rekontre, bodovi na kraju se pišu puta 4. Dakle, za rezultat do 100 piše se 4 boda, za rezultat preko 100 piše se 8 bodova.
- Ako je Rekontra data na izvanrednu igru, vrijednost izvanredne igre se također množi s 4 (dakle npr. Betl umjesto 3 boda nosi 12 bodova).

### Supkontra
- Ili skraćeno SUP. SUP se daje nakon što je netko dao Rekontru na zvanje (ili izvanrednu igru).
- Ovu vrstu kontriranja daje protivnik igrača koji je zvao aduta (ili igra izvanrednu igru), i smatra da ima dovoljno jake karte i da će uspjeti pobijediti usprkos Rekontri protivnika.
- Ako je u igri došlo do Supkontre, bodovi na kraju se pišu puta 8. Dakle, za rezultat do 100 piše se 8 bodova, za rezultat preko 100 piše se 16 bodova.
- Ako je Supkontra data na izvanrednu igru, vrijednost izvanredne igre se također množi s 8 (dakle npr. Betl umjesto 3 boda nosi 24 boda).

### Mortkontra
- Ili skraćeno MORT. MORT se daje nakon što je netko dao Supkontru na zvanje (ili izvanrednu igru).
- Ovu vrstu kontriranja daje igrač koji je zvao aduta (ili igra izvanrednu igru), i smatra da ima dovoljno jake karte i da će uspjeti pobijediti usprkos Supkontri protivnika.
- Ako je u igri došlo do Mortkontre, bodovi na kraju se pišu puta 16. Dakle, za rezultat do 100 piše se 16 bodova, za rezultat preko 100 piše se 32 boda.
- Ako je Mortkontra data na izvanrednu igru, vrijednost izvanredne igre se također množi sa 16 (dakle npr. Betl umjesto 3 boda nosi 48 bodova).

### Napomene
- SUP i MORT se najčešće koriste ako se Marijaš igra kao kockarska igra (dakle u novac) jer u regularnoj igri nema previše smisla (npr. Betl s MORT kontrom nosi 48 bodova, a 12 je potrebno za izlaz).
- Ako se Marijaš igra kao kockarska igra, dogovori se vrijednost uloga za svako miješanje (npr. 5 kn po krugu), i onda se isti povećavaju kontriranjem.